# Kara-Kudschur (Landgemeinde)
Kara-Kudschur (kirgisisch Кара-Кужур айыл аймагы) ist eine Landgemeinde (ajyl aimagy) im Rajon Naryn des Oblus Naryn in Kirgisistan. Sie besteht aus den beiden Dörfern Lakol (kirgisisch Лакол) und Dscher-Kötschkü (kirgisisch Жер-Көчкү). Das Verwaltungszentrum ist das Dorf Lakol. Im Jahr 2009 hatte die Landgemeinde 1730 Einwohner. Bis 2021 wuchs die Bevölkerung auf 2006.
Das Gebiet der Landgemeinde liegt am Fluss Karakudschur im Norden des Rajons Naryn an der Grenze zum Oblus Yssyk-Köl. Wenige Kilometer von der Grenze zum Oblus Yssyk-Köl entfernt liegt die Kumtor-Mine.
| Dorf            | Einwohnerzahl (2009) | Einwohnerzahl (2021) |
| --------------- | -------------------- | -------------------- |
| Lakol           | 1000                 | 1185                 |
| Dscher-Kötschkü | 0730                 | 0821                 |